# Chamarandes-Choignes
Chamarandes-Choignes és un municipi francès situat al departament de l'Alt Marne i a la regió del Gran Est. L'any 2007 tenia 1.011 habitants.

## Demografia

### Població
El 2007 la població de fet de Chamarandes-Choignes era de 1.011 persones. Hi havia 397 famílies de les quals 92 eren unipersonals (48 homes vivint sols i 44 dones vivint soles), 140 parelles sense fills, 132 parelles amb fills i 33 famílies monoparentals amb fills.
La població ha evolucionat segons el següent gràfic:
Habitants censats

### Habitatges
El 2007 hi havia 433 habitatges, 404 eren l'habitatge principal de la família, 10 eren segones residències i 19 estaven desocupats. 406 eren cases i 24 eren apartaments. Dels 404 habitatges principals, 308 estaven ocupats pels seus propietaris, 78 estaven llogats i ocupats pels llogaters i 18 estaven cedits a títol gratuït; 1 tenia una cambra, 13 en tenien dues, 26 en tenien tres, 95 en tenien quatre i 269 en tenien cinc o més. 327 habitatges disposaven pel capbaix d'una plaça de pàrquing. A 169 habitatges hi havia un automòbil i a 215 n'hi havia dos o més.

### Piràmide de població
La piràmide de població per edats i sexe el 2009 era:
| Homes | Edats   | Dones |
| ----- | ------- | ----- |
| 0     | 95 o +  | 0     |
| 0     | 90 a 94 | 0     |
| 0     | 85 a 89 | 4     |
| 4     | 80 a 84 | 8     |
| 4     | 75 a 79 | 8     |
| 8     | 70 a 74 | 12    |
| 20    | 65 a 69 | 32    |
| 28    | 60 a 64 | 24    |
| 40    | 55 a 59 | 44    |
| 40    | 50 a 54 | 28    |
| 56    | 45 a 49 | 36    |
| 48    | 40 a 44 | 72    |
| 56    | 35 a 39 | 48    |
| 16    | 30 a 34 | 36    |
| 24    | 25 a 29 | 16    |
| 12    | 20 a 24 | 8     |
| 48    | 15 a 19 | 40    |
| 92    | 10 a 14 | 48    |
| 44    | 5 a 9   | 24    |
| 20    | 0 a 4   | 16    |

## Economia
El 2007 la població en edat de treballar era de 722 persones, 463 eren actives i 259 eren inactives. De les 463 persones actives 434 estaven ocupades (227 homes i 207 dones) i 29 estaven aturades (12 homes i 17 dones). De les 259 persones inactives 110 estaven jubilades, 122 estaven estudiant i 27 estaven classificades com a «altres inactius».

### Ingressos
El 2009 a Chamarandes-Choignes hi havia 414 unitats fiscals que integraven 1.053,5 persones, la mediana anual d'ingressos fiscals per persona era de 20.750 €.

### Activitats econòmiques
Dels 35 establiments que hi havia el 2007, 4 eren d'empreses extractives, 1 d'una empresa de fabricació d'altres productes industrials, 9 d'empreses de construcció, 9 d'empreses de comerç i reparació d'automòbils, 1 d'una empresa de transport, 3 d'empreses d'hostatgeria i restauració, 2 d'empreses immobiliàries, 2 d'empreses de serveis, 1 d'una entitat de l'administració pública i 3 d'empreses classificades com a «altres activitats de serveis».
Dels 9 establiments de servei als particulars que hi havia el 2009, 1 era un taller de reparació d'automòbils i de material agrícola, 1 paleta, 2 fusteries, 2 lampisteries, 1 empresa de construcció, 1 restaurant i 1 agència immobiliària.
L'any 2000 a Chamarandes-Choignes hi havia 4 explotacions agrícoles.

## Equipaments sanitaris i escolars
El 2009 hi havia una escola elemental.

## Poblacions més properes
El següent diagrama mostra les poblacions més properes.